# Эббот, Эндрю Делано
Э́ндрю Дела́но Э́ббот (англ. Andrew Delano Abbott) — американский социолог. Профессор Чикагского университета и редактор «American Journal of Sociology». Область его исследовательских интересов весьма обширна: он занимается изучением профессий, философией методов, историей академических дисциплин и социологией знания.
Эндрю Эббот получил за свою исследовательскую деятельность и научную работу множество наград и грантов, среди которых есть и призы Американской социологической ассоциации.
С 2009 года он является членом Американской академии искусств и наук. В 2011 году стал почетным доктором Университета Версаль-Сен-Кантен-ан-Ивелин (Франция) и получил «Medaillon de la ville de Grenoble».

## Биография

### Образование и карьера
Эндрю Эбботт является почетным профессором кафедры социологии Чикагского университета. Он окончил Академию Филлипса в Эндовере.
В 1970 году Э. Эбботт получил бакалавра гуманитарных наук по истории и литературе в Гарвардском университете. В период с 1971 по 1982 год Э. Эбботт являлся студентом кафедры социологии Чикагского университета. В 1982 году он защитил диссертацию, написанную под руководством Морриса Яновитца. Диссертация была посвящена исследованию появления психиатрии как профессии, однако данная работа ни разу не публиковалась. До начала своей преподавательской деятельности в Чикагском университете в 1991 году, Э. Эбботт работал в течение 13 лет в Ратгерском университете.
В период с 1993 по 1996 год Э. Эбботт являлся руководителем отделения общественных наук, а в 1999—2002 возглавлял кафедру Департамента Социологии. В 1997 году Э. Эбботт являлся Norman Chester Research Fellow в Наффилд-колледже Оксфордского университета. Некоторое время он также возглавлял Совет библиотеки Чикагского университета. Будучи на этом посту, он выступил инициатором изменений в работе библиотеки Мансуэто, заключавшихся в расширении и облегчении доступа исследователей к публикуемым материалам.
В 2002—2003 Э. Эбботт занимал должность Президента Ассоциации истории общественных наук. В 2011 году Э. Эбботт стал почетным доктором Университета Версаль-Сен-Кантен-ан-Ивелин. Также он является членом Американской Академии искусств и наук.
К публикации готовится сборник Э. Эббота, в который будут включены как ранее опубликованные теоретические работы, так и те работы, которые находятся в печати. Также он продолжает вести колонку под псевдонимом Барбара Селарент в «Американском журнале Социологии». Работы, размещаемые в данной колонке, представляют собой исследование социологический мысли как Европы, так и Северной Америки. Э. Эбботт ведет работу над книгой, посвящённой будущему знания. Эта книга является продолжением его предыдущих работ, связанных с теорий и историей библиотечного поиска.

### Награды и достижения
Эндрю Эббот получил за свою исследовательскую деятельность и научную работу множество наград и грантов, среди которых есть и призы Американской Социологической Ассоциации.
С 2009 года он является членом Американской Академии Искусств и Наук. В 2011 году стал почетным доктором Университета Версаль-Сен-Кантен-ан-Ивелин (Франция) и получил «Medaillon de la ville de Grenoble».

### Исследовательские интересы
Основными областями, в которых Эндрю Эббот проводил свои исследования можно назвать «Теорию и Методы последовательностей и другие исторические данные», «Критика методов общественных наук», «Социальная теория», «Социология, как дисциплина», «Библиотеки и знание». 

Э. Эббот достаточно хорошо известен своими исследованиями профессии и статуса. В 1991 году его книга «Система профессий», выпущенная в 1988 году, получила премию Сорокина от Американской Социологической Ассоциации.
Значительная часть исследований Э. Эббота посвящена методам и их связи с научным знанием в социальных науках. Эббот стал родоначальником некоторых методов анализа последовательностей данных в общественных науках, одним из них является анализ оптимального соответствия. Этот метод, в частности, позволяет сравнивать смены социально-экономических статусов двух индивидов путем расчета расстояния между группами наблюдений. После подсчета дистанций с помощью этого метода анализа данных возможно продолжить анализ классическими методами, такими как кластерный анализ. Изначально данный метод использовался в молекулярной биологии при сравнении аминокислотных и нуклеотидных последовательностей. В его основе лежит алгоритм Нидлмана-Вунша.
Книга «Time matters on theory and method» представляет собой коллекцию эссе по философии методов которая обобщает и отражает позицию Э. Эббота по отношению к времени и процессам. Развитие этой совокупности методов также внесло значительный вклад в область анализа социальных последовательностей.
Анализ академических дисциплин изложен Э. Эбботом в основном в следующих двух книгах: «Department and Discipline» (1999) и «Chaos of Discipline» (2001). Первая книга представляет собой анализ истории развития социологии в Чикаго и особенно подробно повествует об истории Американского журнала Социологии. Вторая книга посвящена систематическому подходу к интеллектуальному развитию различных дисциплин.

Также Э. Эббот написал и об особенностях создания социального знания в книгах: «Methods of Discovery» (2004) и «Digital Paper» (2014). Сейчас первая из них является настольной по эвристике, вторая посвящена базовым принципам работы с данными в социальных науках. В обеих книгах он рассматривает различные методы познания и их связь с имеющимися у исследователя материалами.

### Барбара Селарент
В состав каждого выпуска Американского журнала Социологии с 2009 года входит рецензия на книгу по социологии, написанную не современными социологами. Эти рецензии пишутся Барбарой Селарент из будущего, из 2049 года. Ей 51 год, Барабара накопила богатый опыт, пока находилась, в обличие женщины, в обществе различных людей. Она изучает поведение людей, потому что люди были первыми, кто начал изучать феномен различности. Селарент внезапно появляется и исчезает.
Несмотря на то, что Барбара — это воплощение духа океана и может являться в различных обличиях наиболее часто она предстает среди людей в качестве Нептунского профессора Социологии Партикулярности в Университете Атланты. Естественно, данный персонаж был придуман (это псевдоним Эндрю Эббота), имя и фамилия, взяты из логики и представляют собой два мнемонических имени для первой фигуры — модуса.
Соответственно, Барбара:
«Все животные смертны.
Все люди — животные.
Все люди смертны.»
И Селарент:
«Ни одна рептилия не имеет меха.
Все змеи — рептилии.
Ни одна змея не имеет меха.»

Как говорится редакторами журнала, те рецензии в форме эссе, которые Барбара пишет на книги — это ее попытка выразить свой взгляд на социальные науки конкретнее. Комментарии к рецензиям Селарент предлагается предавать Эндрю Эбботу, который якобы при встрече с Селарент обязательно передаст все полученные материалы.

## Книги и статьи
В данном разделе перечислены основные работы Э. Эбботта (представленная библиография не является исчерпывающей).
Книги:
- The system of professions: An essay on the division of expert labor. University of Chicago Press. 1988.
- Department and Discipline: Chicago Sociology at 100. 1999.
- Chaos of Disciplines. University of Chicago Press. 2001.
- Time Matters: On Theory and Method. University of Chicago Press. 2001.
- Methods of Discovery W. W. Norton, xii+262pp. 2004.
- Digital / Paper : A Manual for Research and Writing with Library and Internet Materials. University of Chicago Press, 2014.
- Processual Sociology. Chicago: University of Chicago Press, 2016 ISBN 978-0-226-33662-6
- Varieties of Social Imagination (by Barbara Celarent). University of Chicago Press, in press.